# ساشا آمستاتر
ساشا آمستاتر (انگلیسی: Sascha Amstätter؛ زادهٔ ۸ نوامبر ۱۹۷۷) بازیکن فوتبال اهل آلمان است.
از باشگاه‌هایی که در آن بازی کرده‌است می‌توان به باشگاه فوتبال دارمشتات ۹۸، باشگاه فوتبال اف‌اس‌وی فرانکفورت، باشگاه فوتبال اوردینگن ۰۵، باشگاه فوتبال آینتراخت فرانکفورت، و باشگاه فوتبال وهن ویسبادن اشاره کرد.